# Freestyle skiløb under vinter-OL 2018 – Skicross – Damer
Skicross for damer ved vinter-OL 2018 blev afholdt i Bokwang Phoenix Park i Pyeongchang, Sydkorea. Konkurrencen blev afholdt den 22. og 23. februar 2018.

## Resultater

### Seedning
Seedningsrunden blev afholdt den 22. februar kl. 10:00.
| Placering | Startnummer | Navn                     | Nation                        | Tid     | Difference |
| --------- | ----------- | ------------------------ | ----------------------------- | ------- | ---------- |
| 1         | 13          | Marielle Thompson        | Canada                        | 1:13.11 | −          |
| 2         | 15          | Kelsey Serwa             | Canada                        | 1:13.33 | +0.22      |
| 3         | 9           | Brittany Phelan          | Canada                        | 1:13.56 | +0.45      |
| 4         | 1           | Sandra Näslund           | Sverige                       | 1:13.58 | +0.47      |
| 5         | 12          | Fanny Smith              | Schweiz                       | 1:13.90 | +0.79      |
| 6         | 3           | Alizée Baron             | Frankrig                      | 1:14.11 | +1.00      |
| 7         | 7           | Katrin Ofner             | Østrig                        | 1:14.30 | +1.19      |
| 8         | 5           | Andrea Limbacher         | Østrig                        | 1:14.71 | +1.60      |
| 9         | 6           | Sami Kennedy-Sim         | Australien                    | 1:14.97 | +1.86      |
| 10        | 16          | Sanna Lüdi               | Schweiz                       | 1:15.13 | +2.02      |
| 11        | 10          | India Sherret            | Canada                        | 1:15.48 | +2.37      |
| 12        | 14          | Marielle Berger Sabbatel | Frankrig                      | 1:15.60 | +2.49      |
| 13        | 18          | Nikol Kučerová           | Tjekkiet                      | 1:15.61 | +2.50      |
| 14        | 11          | Debora Pixner            | Italien                       | 1:15.72 | +2.61      |
| 15        | 4           | Anastasiia Chirtcova     | Olympiske atleter fra Rusland | 1:15.83 | +2.72      |
| 16        | 19          | Talina Gantenbein        | Schweiz                       | 1:15.97 | +2.86      |
| 17        | 2           | Lisa Andersson           | Sverige                       | 1:16.15 | +3.04      |
| 18        | 24          | Stephanie Joffroy        | Chile                         | 1:16.70 | +3.59      |
| 19        | 20          | Victoria Zavadovskaya    | Olympiske atleter fra Rusland | 1:16.80 | +3.69      |
| 20        | 8           | Julia Eichinger          | Tyskland                      | 1:17.56 | +4.45      |
| 21        | 17          | Reina Umehara            | Japan                         | 1:17.81 | +4.70      |
| 22        | 23          | Emily Sarsfield          | Storbritannien                | 1:18.25 | +5.14      |
| 23        | 22          | Priscillia Annen         | Schweiz                       | 2:30.03 | +1:16.92   |
| 24        | 21          | Lucrezia Fantelli        | Italien                       | DNS     | +9.99      |

### Eliminationsrunde
Der blev afholdt en knockout-fase for at bestemme vinderen.

#### 1/8-finaler
| Placering | Startnummer | Navn              | Nation  | Noter |
| --------- | ----------- | ----------------- | ------- | ----- |
| 1         | 17          | Lisa Andersson    | Sverige | Q     |
| 2         | 16          | Talina Gantenbein | Schweiz | Q     |
| 3         | 1           | Marielle Thompson | Canada  |       |

| Placering | Startnummer | Navn              | Nation     | Noter |
| --------- | ----------- | ----------------- | ---------- | ----- |
| 1         | 8           | Andrea Limbacher  | Østrig     | Q     |
| 2         | 9           | Sami Kennedy-Sim  | Australien | Q     |
|           | 24          | Lucrezia Fantelli | Italien    | DNS   |

| Placering | Startnummer | Navn                     | Nation   | Noter |
| --------- | ----------- | ------------------------ | -------- | ----- |
| 1         | 5           | Fanny Smith              | Schweiz  | Q     |
| 2         | 12          | Marielle Berger Sabbatel | Frankrig | Q     |
| 3         | 21          | Reina Umehara            | Japan    |       |

| Placering | Startnummer | Navn            | Nation   | Noter |
| --------- | ----------- | --------------- | -------- | ----- |
| 1         | 4           | Sandra Näslund  | Sverige  | Q     |
| 2         | 13          | Nikol Kučerová  | Tjekkiet | Q     |
| 3         | 20          | Julia Eichinger | Tyskland |       |

| Placering | Startnummer | Navn                  | Nation                        | Noter |
| --------- | ----------- | --------------------- | ----------------------------- | ----- |
| 1         | 3           | Brittany Phelan       | Canada                        | Q     |
| 2         | 14          | Debora Pixner         | Italien                       | Q     |
| 3         | 19          | Victoria Zavadovskaya | Olympiske atleter fra Rusland |       |

| Placering | Startnummer | Navn            | Nation         | Noter |
| --------- | ----------- | --------------- | -------------- | ----- |
| 1         | 6           | Alizée Baron    | Frankrig       | Q     |
| 2         | 22          | Emily Sarsfield | Storbritannien | Q     |
|           | 11          | India Sherret   | Canada         | DNF   |

| Placering | Startnummer | Navn             | Nation  | Noter |
| --------- | ----------- | ---------------- | ------- | ----- |
| 1         | 7           | Katrin Ofner     | Østrig  | Q     |
| 2         | 10          | Sanna Lüdi       | Schweiz | Q     |
| 3         | 23          | Priscillia Annen | Schweiz |       |

| Placering | Startnummer | Navn                 | Nation                        | Noter |
| --------- | ----------- | -------------------- | ----------------------------- | ----- |
| 1         | 2           | Kelsey Serwa         | Canada                        | Q     |
| 2         | 15          | Anastasiia Chirtcova | Olympiske atleter fra Rusland | Q     |
| 3         | 18          | Stephanie Joffroy    | Chile                         |       |

#### Kvartfinaler
| Placering | Startnummer | Navn              | Nation     | Noter |
| --------- | ----------- | ----------------- | ---------- | ----- |
| 1         | 9           | Sami Kennedy-Sim  | Australien | Q     |
| 2         | 17          | Lisa Andersson    | Sverige    | Q     |
| 3         | 16          | Talina Gantenbein | Schweiz    |       |
| 4         | 8           | Andrea Limbacher  | Østrig     | DNF   |

| Placering | Startnummer | Navn                     | Nation   | Noter |
| --------- | ----------- | ------------------------ | -------- | ----- |
| 1         | 5           | Fanny Smith              | Schweiz  | Q     |
| 2         | 4           | Sandra Näslund           | Sverige  | Q     |
| 3         | 12          | Marielle Berger Sabbatel | Frankrig |       |
| 4         | 13          | Nikol Kučerová           | Tjekkiet |       |

| Placering | Startnummer | Navn            | Nation         | Noter |
| --------- | ----------- | --------------- | -------------- | ----- |
| 1         | 3           | Brittany Phelan | Canada         | Q     |
| 2         | 6           | Alizée Baron    | Frankrig       | Q     |
| 3         | 14          | Debora Pixner   | Italien        |       |
| 4         | 22          | Emily Sarsfield | Storbritannien |       |

| Placering | Startnummer | Navn                 | Nation                        | Noter |
| --------- | ----------- | -------------------- | ----------------------------- | ----- |
| 1         | 2           | Kelsey Serwa         | Canada                        | Q     |
| 2         | 10          | Sanna Lüdi           | Schweiz                       | Q     |
| 3         | 7           | Katrin Ofner         | Østrig                        |       |
|           | 15          | Anastasiia Chirtcova | Olympiske atleter fra Rusland | DNF   |

#### Semifinaler
| Placering | Startnummer | Navn             | Nation     | Noter |
| --------- | ----------- | ---------------- | ---------- | ----- |
| 1         | 4           | Sandra Näslund   | Sverige    | BF    |
| 2         | 5           | Fanny Smith      | Schweiz    | BF    |
| 3         | 9           | Sami Kennedy-Sim | Australien | SF    |
| 4         | 17          | Lisa Andersson   | Sverige    | SF    |

| Placering | Startnummer | Navn            | Nation   | Noter   |
| --------- | ----------- | --------------- | -------- | ------- |
| 1         | 3           | Brittany Phelan | Canada   | BF      |
| 2         | 2           | Kelsey Serwa    | Canada   | BF      |
| 3         | 10          | Sanna Lüdi      | Schweiz  | SF      |
|           | 6           | Alizée Baron    | Frankrig | DNF, SF |

#### Finaler
Den lille finale
| Placering | Startnummer | Navn             | Nation     | Noter |
| --------- | ----------- | ---------------- | ---------- | ----- |
| 5         | 6           | Alizée Baron     | Frankrig   |       |
| 6         | 17          | Lisa Andersson   | Sverige    |       |
| 7         | 10          | Sanna Lüdi       | Schweiz    |       |
| 8         | 9           | Sami Kennedy-Sim | Australien |       |

Den store finale
| Placering | Startnummer | Navn            | Nation  | Noter |
| --------- | ----------- | --------------- | ------- | ----- |
| 1         | 2           | Kelsey Serwa    | Canada  |       |
| 2         | 3           | Brittany Phelan | Canada  |       |
| 3         | 5           | Fanny Smith     | Schweiz |       |
| 4         | 4           | Sandra Näslund  | Sverige |       |